# August Nowosielski
August Wiktor Nowosielski, ps. „Kolbuszewski”  (ur. 23 marca 1897 w Drohobyczu, zm. 13–14 kwietnia 1940 w Katyniu) – podpułkownik dyplomowany piechoty Wojska Polskiego, działacz niepodległościowy, kawaler Orderu Virtuti Militari, ofiara zbrodni katyńskiej.

## Życiorys
Syn Marcelego i Zygmunty Marii Seweryny z Paleologów, urodzony 23 marca 1897 w Drohobyczu, ówczesnym mieście powiatowym Królestwa Galicji i Lodomerii. Absolwent III Gimnazjum im. Jana Sobieskiego w Krakowie . 3 marca 1915 uzyskał maturę wojenną. Od 1913 w Drużynach Strzeleckich. Przez dwa semestry był studentem prawa na Uniwersytecie Jagiellońskim. Od 1 sierpnia 1914 w V baonie 1 pułku piechoty Legionów Polskich. Walczył na froncie. Ranny pod Laskami (3 listopada 1914) i Kosturami (23 maja 1915). Po rekonwalescencji powrócił na front z przydziałem do 6 pułku piechoty. Do kryzysu przysięgowego walczył na froncie, następnie został wcielony do armii austriackiej, gdzie ukończył szkołę oficerską. Członek POW. 2 listopada zgłasza się do WP, otrzymuje przydział do 4 a następnie 6 pułku piechoty Legionów. Od 20 listopada 1919 w Dowództwie Frontu Litewsko-Białoruskiego, od kwietnia do lipca 1920 kwatermistrz 4 Armii. Od lipca 1920 w Oddziale III Naczelnego Dowództwa Wojska Polskiego.

17 maja 1922 odznaczono go orderem wojskowym „Virtuti Militari” V klasy, a we wniosku o jego nadanie, czytamy m.in.:

W bitwie o Kostiuchnówkę, Kołodnię w dniach 2–3 października 1915 r., gdy kompania ostatnia schodziła z czołowego stanowiska, jako sierżant liniowy pilnował pod ogniem z 50 kroków w nocy kolejności opuszczania okopów przez żołnierzy i ostatni zszedł z pozycji. Zaskoczony na końcu kompanii z czterema ludźmi przez Rosjan, którzy przez odcinek III baonu obiegli pozycje I baonu i go zagarnęli – bagnetem torując drogę dołączył do kompanii.

W okresie międzywojennym ukończył kurs dowódców batalionów w Rembertowie. Z dniem 1 listopada 1924 został przydzielony do Wyższej Szkoły Wojennej w Warszawie, w charakterze słuchacza Kursu Normalnego. 11 października 1926, po ukończeniu kursu i otrzymaniu dyplomu naukowego oficera Sztabu Generalnego, został przydzielony do Oddziału II Sztabu Generalnego w Warszawie. Od 11 czerwca 1927 był kierownikiem Ekspozytury Nr 4 Oddziału II SG w Krakowie. 18 lutego 1928 został mianowany majorem ze starszeństwem z dniem 1 stycznia 1928 i 7. lokatą w korpusie oficerów piechoty. 5 listopada 1928 ogłoszono jego przeniesienie z Ekspozytury Nr 4 do Wyższej Szkoły Wojennej, gdzie był wykładowcą. 23 października 1931 został przeniesiony do 1 pułku strzelców podhalańskich w Nowym Sączu na stanowisko dowódcy batalionu. 17 stycznia 1933 został mianowany podpułkownikiem ze starszeństwem z dniem 1 stycznia 1933 i 15. lokatą w korpusie oficerów piechoty. W grudniu 1932 został przeniesiony do Wyższej Szkoły Wojennej w Warszawie na stanowisko wykładowcy. 15 października 1936 został przeniesiony do 48 pułku piechoty Strzelców Kresowych w Stanisławowie na stanowisko zastępcy dowódcy pułku . W latach 1938–1939 pełnił służbę w Generalnym Inspektoracie Sił Zbrojnych. Był kierownikiem Sekretariatu Komisji Regulaminowej, który został utworzony 1 września 1937. Przewodniczący Komisji, generał dywizji Tadeusz Piskor w opinii z 2 listopada 1938 tak scharakteryzował swojego podwładnego: „wybitne zdolności. Wyszkolenie wojskowe bez zarzutu. Umiejętność formułowania myśli; umysł refleksyjny i analityczny – b. duże (sic!). Niezmiernie pracowity i sumienny w pracy; przy tym szybko i ambitnie pracuje. Charakter zwarty i ustalony. Ideowy. Bardzo wartościowa jednostka. Dobry kandydat na wyższe dowodzenie. Praca w Komisji Regulaminowej – zarówno pod względem metody, jak i treści wyróżniająca. Ogólnie – wybitny”. 
20 czerwca 1939 został mianowany dowódcą 77 pułku piechoty w Lidzie. Obowiązki dowódcy pułku objął w połowie sierpnia . Na czele tego oddziału walczył w kampanii wrześniowej 1939. Po agresji ZSRR na Polskę 28 września 1939 dostał się do niewoli sowieckiej, w okolicach wsi Krasnobrud na Lubelszczyźnie. W październiku 1939 był przetrzymywany w obozie przejściowym w Putywlu, a następnie od listopada 1939 przebywał w obozie jenieckim w Kozielsku. Między 11 a 12 kwietnia 1940 przekazany do dyspozycji naczelnika Zarządu NKWD Obwodu Smoleńskiego – lista wywózkowa 022/3 z 9 kwietnia 1940, pozycja 89. Został zamordowany między 13 a 14 kwietnia 1940 w Katyniu przez funkcjonariuszy Obwodowego Zarządu NKWD w Smoleńsku oraz pracowników NKWD przybyłych z Moskwy na mocy decyzji Biura Politycznego KC WKP(b) z 5 marca 1940. Ofiary tej zbrodni grzebano w bezimiennych mogiłach zbiorowych, gdzie od 28 lipca 2000 mieści się oficjalnie Polski Cmentarz Wojenny w Katyniu. W miejscu tym prowadzone były ekshumacje i prace archeologiczne. W 1943 zidentyfikowano go podczas ekshumacji nadzorowanych przez Niemców, pod numerem 4041 – raport dzienny z 5 czerwca 1943. Przy jego szczątkach znaleziono dwie pocztówki oraz Krzyż Virtuti Militari. Na liście Komisji Technicznej PCK wskazany pod numerem 04041. W Archiwum Robla (pakiet 19-02) wymieniony bez imienia we wpisie z 19–22 września 1939, w pamiętniku znalezionym przy szczątkach Augustyna Dyjasa.
5 października 2007 minister obrony narodowej Aleksander Szczygło mianował go pośmiertnie na stopień pułkownika. Awans został ogłoszony 9 listopada 2007 w Warszawie, w trakcie uroczystości „Katyń Pamiętamy – Uczcijmy Pamięć Bohaterów”.
August Wiktor Nowosielski był żonaty z Zofią (1895–1931), córką Antoniego Sygietyńskiego.

## Ordery i odznaczenia
- Krzyż Srebrny Orderu Wojskowego Virtuti Militari nr 6358 – 17 maja 1922[10][5][35][9]
- Krzyż Niepodległości – 6 czerwca 1931 „za pracę w dziele odzyskania niepodległości”[36][9][8][37]
- Krzyż Kawalerski Orderu Odrodzenia Polski – 11 listopada 1936 „za zasługi w służbie wojskowej”[38]
- Krzyż Walecznych czterokrotnie[39][8][6]
- Złoty Krzyż Zasługi – 10 listopada 1928 „w uznaniu zasług, położonych w poszczególnych działach pracy dla wojska”[40][8][6]
- Medal Pamiątkowy za Wojnę 1918–1921[39]
- Medal Dziesięciolecia Odzyskanej Niepodległości[39]
- Odznaka za Rany i Kontuzje[41]
- Odznaka „Za wierną służbę”[39]
- Krzyż Pamiątkowy 6 Pułku Piechoty Legionów Polskich („Krzyż Wytrwałości”)[39]
- Srebrny Medal Waleczności 1 klasy (Austro-Węgry)[39]

## Upamiętnienie
13 kwietnia 2016, w ramach akcji „Katyń... pamiętamy” / „Katyń... Ocalić od zapomnienia”, w ogrodzie Pałacu Prezydenckiego został zasadzony Dąb Pamięci poświęconego wszystkim Ofiarom Zbrodni Katyńskiej, certyfikat z numerem 1.